# 池田一新
池田 一新（いけだ いっしん、1924年〈大正13年〉 - 2017年〈平成29年〉9月11日）は、日本の経済学者（数理経済学）。日本における独占経済学の第一人者。

## 来歴
- 愛媛県生まれ。第四高等学校（現金沢大学）を経て、1952年、明治大学政治経済学部経済学科卒業。シュタッケルベルクの愛弟子にあたる。
- 同大学助教授を経て1965年、明治大学政治経済学部教授。外務省専門職試験委員を長年務める。
- 「不完全競争理論の体系化のための試論」で、1966年11月25日、明治大学より経済学博士の学位を取得[1]。一橋大学、埼玉大学、創価大学等でも教鞭をとる。
- 1977年、明治大学政治経済学部長。
- 1983年、明治大学理事。
- 1995年、明治大学名誉教授。同年、新潟経営大学経営情報学部教授。
- 1996年、新潟経営大学経営情報学部長。
- 1998年、新潟経営大学学長。
- 2002年、退職。池田の恩師は、明治大学名誉教授の赤倉武である。（次期学長は蛯名保彦、現学長は関博之）
- 門下生には、明治大学政治経済学部教授の秋元明、里見常吉、井上博夫、増沢俊彦、同助教授の武田巧、明治大学商学部名誉教授の島田千秋、一橋大学経済学部准教授の加納隆、首都大学東京教授の飯村卓也などがいる。
- 2000年、勲三等旭日中綬章を受章[2]。
- 池田の業績は価格理論にあるが、わけてもE・H・チェンバリンの理論とジョーン・ロビンソンの理論から学び総合化した概念である多占的競争（「主観的ないし客観的に分化された生産物を多数の企業が競争的に供給している状況」『競争・独占の経済学』9頁による）を提唱し、それを数理的にモデル化したことでも著名である。
- 多占や独占的競争といったよく使われる概念とは異なる位置付けにあるこの概念は、池田のこの分野での第一人者を物語るものである。
- なおロビンソンの書いた『不完全競争の経済学』（文雅堂銀行研究社）の訳者である加藤泰男・明治大学政治経済学部名誉教授は、池田の学生時代の先輩にあたる。
- 宮崎義一・京都大学名誉教授は、池田の『不完全競争の理論』を、日本で唯一の独占理論の体系書であると位置付けた。
- 春日野親方(元栃乃和歌清隆）元後援会会長。

## 著書

### 単著
- 『不完全競争の理論』（白桃書房）
- 『経済学要論』（財政経済弘報社）
- 『改定近代経済学』（白桃書房）
- 『混合体制の経済学』（白桃書房）
- 『競争・独占の経済学』（白桃書房）

### 共著
- 『経済学概論』（青林書院新社）

### 訳書
- シュタッケルベルグ『理論経済学の基礎』（文雅堂銀行研究社）

### 博士論文
- 「不完全競争理論の体系化のための試論」(明治大学経済学博士第2号）